# Ронкроль (Валь-д’Уаз)
Ронкроль (фр. Ronquerolles) — муниципалитет во Франции, в регионе Иль-де-Франс, департамент Валь-д'Уаз. Население — 742 человека (1999). Муниципалитет расположен на расстоянии около 36 км севернее Парижа, 19 км северо-восточнее Сержи.

## Демография
Динамика населения (Cassini и INSEE):